# Nedd8
Nedd8 (engl. neural-precursor-cell-expressed developmentally down-regulated 8 ‚neurale Vorläuferzelle-exprimiert und in der Entwicklung herunterreguliert 8‘) ist ein Protein. Es wird im Zuge der Neddylierung (für die Nedd8 namensgebend ist) als posttranslationale Modifikation an andere Proteine angehängt. Dadurch werden verschiedene Vorgänge in einer Zelle gesteuert. In der Bäckerhefe (Saccharomyces cerevisiae) heißt Nedd8 (genauer: sein Homolog) Rub1.

## Eigenschaften
Nedd8 ist ein Ubiquitin-artiges Protein, das am Zellzyklus und an der Embryogenese beteiligt ist. Die Neddylierung ist an verschiedenen zellulären Vorgängen beteiligt, z. B. an der Regulation des Ubiquitin-Proteasom-Systems, an der Transkription, an Zellkontakten und an der global genome repair/nucleotide excision repair-Variante und dem non-homologous end joining der DNA-Reparatur.
Nedd8 wird durch eine Ubiquitin-ähnliche Enzymkaskade kovalent an andere Proteine angehängt. Das entsprechende E1-Enzym ist UBE1C-APPBP1, das E2-Enzym ist UBE2M. Humanes NEDD8 ist zu 60 % identisch zu Ubiquitin in der Aminosäuresequenz. Die hauptsächlichen Ziel-Proteine sind die Culline, die eine Protein-Untereinheit der Cullin-abhängigen E3-Ubiquitin-Protein-Ligasen (engl. cullin-RING ubiquitin ligases, CRL) sind. Die Neddylierung erfolgt über eine Isopeptidbindung an der Carboxygruppe des C-terminalen Glycins von Nedd8 an die ε-Aminogruppe eines Lysins im Zielprotein. Die Bindung von NEDD8 an Culline führt zu einer Aktivierung der E3-Ubiquitin-Protein-Ligase-Funktion und zu einer Ubiquitinierung Ziel-Protein. Das markierte Protein (beispielsweise Cycline) wird dem Ubiquitin-Proteasom-System zugeführt und abgebaut. Nedd8 ist acetyliert. Das Chemotherapeutikum MLN4924 (synonym Pevonedistat) ist ein Inhibitor der Bindung von Nedd8 an Culline. Die Proteasen UCHL1, UCHL3 und USP21 können sowohl NEDD8 als auch Ubiquitin abspalten. Das COP9-Signalosom kann spezifisch Nedd8 von der Cullin-1-Untereinheit von SCF-Ubiquitinligasen und NEDP1 (synonym DEN1, SENP8) abspalten.
Eine fehlerhafte Neddylierung ist unter anderem an Krebs, neurodegenerativen Erkrankungen und Herzerkrankungen beteiligt.